# Oost-Saksisch voetbalkampioenschap 1920/21
In 1920/21 werd het negentiende voetbalkampioenschap van Oost-Saksen gespeeld, dat georganiseerd werd door de Midden-Duitse voetbalbond. Dresdner Fußballring werd kampioen en plaatste zich voor de Midden-Duitse eindronde. Deze werd nu in groepsfase gespeeld en de club werd derde op zeven clubs. 

## Kreisliga
| Plaats | Club                         | Wed. | W | G | V | Saldo | Ptn.  |
| ------ | ---------------------------- | ---- | - | - | - | ----- | ----- |
| 1.     | Dresdner FC Fußballring 1902 | 14   | 9 | 3 | 2 | 32:14 | 21:07 |
| 2.     | FC Brandenburg Dresden       | 14   | 8 | 2 | 4 | 35:29 | 18:10 |
| 3.     | SV Guts Muts Dresden         | 14   | 6 | 1 | 7 | 30:25 | 13:15 |
| 4.     | Dresdner SV 06               | 14   | 6 | 1 | 7 | 29:27 | 13:15 |
| 5.     | Dresdner SC                  | 14   | 6 | 1 | 7 | 23:28 | 13:15 |
| 6.     | BC Sportlust Dresden         | 14   | 6 | 0 | 8 | 18:25 | 12:16 |
| 7.     | SG Dresden                   | 14   | 6 | 0 | 8 | 18:30 | 12:16 |
| 8.     | SpVgg 1905 Dresden           | 14   | 4 | 2 | 8 | 26:33 | 10:18 |

|  | Kampioen            |
|  | Degradatie play-off |

## Degradatie play-off
| Team 1             | Uitslag | Team 2                      | Heen | Terug | Extra   |
| ------------------ | ------- | --------------------------- | ---- | ----- | ------- |
| SpVgg 1905 Dresden | 4-2     | FC 1908 Sportbrüder Dresden | 0-1  | 2-1   | 4-0 2-0 |

De Sportbrüder protesteerden met succes tegen de 4-0 uitslag van de beslissende wedstrijd, waardoor er een vierde wedstrijd kwam die SpVgg evenzeer won.